# 33 Thomas Street
33 Thomas Street, antes chamado de Edifício AT&T Long Lines, é um arranha-céu de 167 metros de altura sem janelas no bairro de Tribeca, na Baixa Manhattan em Nova Iorque, Estados Unidos, ao lado leste da Church Street, entre Thomas Street e Worth Street. Projetado no estilo arquitetônico brutalista, era um edifício usado como central telefônica que contém três interruptores 4ESS usados para telefonia de longa distância, bem como uma série de outros interruptores usados para serviços CLEC.
O edifício também foi descrito como o provável local de um centro de vigilância em massa da Agência de Segurança Nacional (NSA), com o codinome TITANPOINTE.

## História
A construção do edifício começou em 1969 e foi concluída em 1974. O prédio era uma parte essencial do Departamento de Longas Linhas AT&T, abrigando interruptores de estado sólido que exigiam segurança rigorosa e amplo espaço. O Departamento de Longas Linhas se tornou AT&T Communications em 1984 após a fraturação da Bell Systems. O edifício AT&T Long Lines é agora conhecido pelo seu endereço, 33 Thomas Street.
A AT&T gradualmente transferiu interruptores e outras instalações de seu antigo prédio da sede da Longas Linhas AT&T, na 32 Sixth Avenue, a apenas alguns quarteirões de distância, concluindo a mudança em 1999. O 33 Thomas ainda é usado como central telefônica, mas parte do espaço também é ocupado por centros de processamento de dados de alta segurança.
Em 17 de setembro de 1991, falhas de gerenciamento, falhas no sistema elétrico e erro humano se combinaram para desativar o interruptor do escritório central do 33 Thomas. Mais de cinco milhões de chamadas foram bloqueadas, e as linhas privadas da Administração Federal de Aviação também foram interrompidas, interrompendo controle de tráfego aéreo em 398 aeroportos que atendem a maioria do nordeste dos Estados Unidos. O problema surgiu quando a concessionária de energia elétrica, Consolidated Edison, pediu à AT&T que parasse temporariamente de consumir eletricidade da rede e, em vez disso, usasse os geradores do prédio. A solicitação fazia parte de um acordo anterior de distribuição de carga, e a troca já havia sido realizada com sucesso no passado, mas, nesta ocasião, a operação falhou. Após alternar as fontes de energia, o procedimento padrão era verificar se havia problemas em todas as fontes de alimentação dos equipamentos, mas, devido um treinamento que já havia sido programado, a verificação não foi realizada, e uma planta passou a usar bateria reserva. Os alarmes não foram detectados até que fosse tarde demais para manter o abastecimento de energia ininterrupta ao seu equipamento.
Após a destruição do World Trade Center nos ataques de 11 de setembro de 2001, a AT&T Local Services transferiu as instalações perdidas nos ataques para o 33 Thomas, bem como o 811 Tenth Avenue.

## Arquitetura

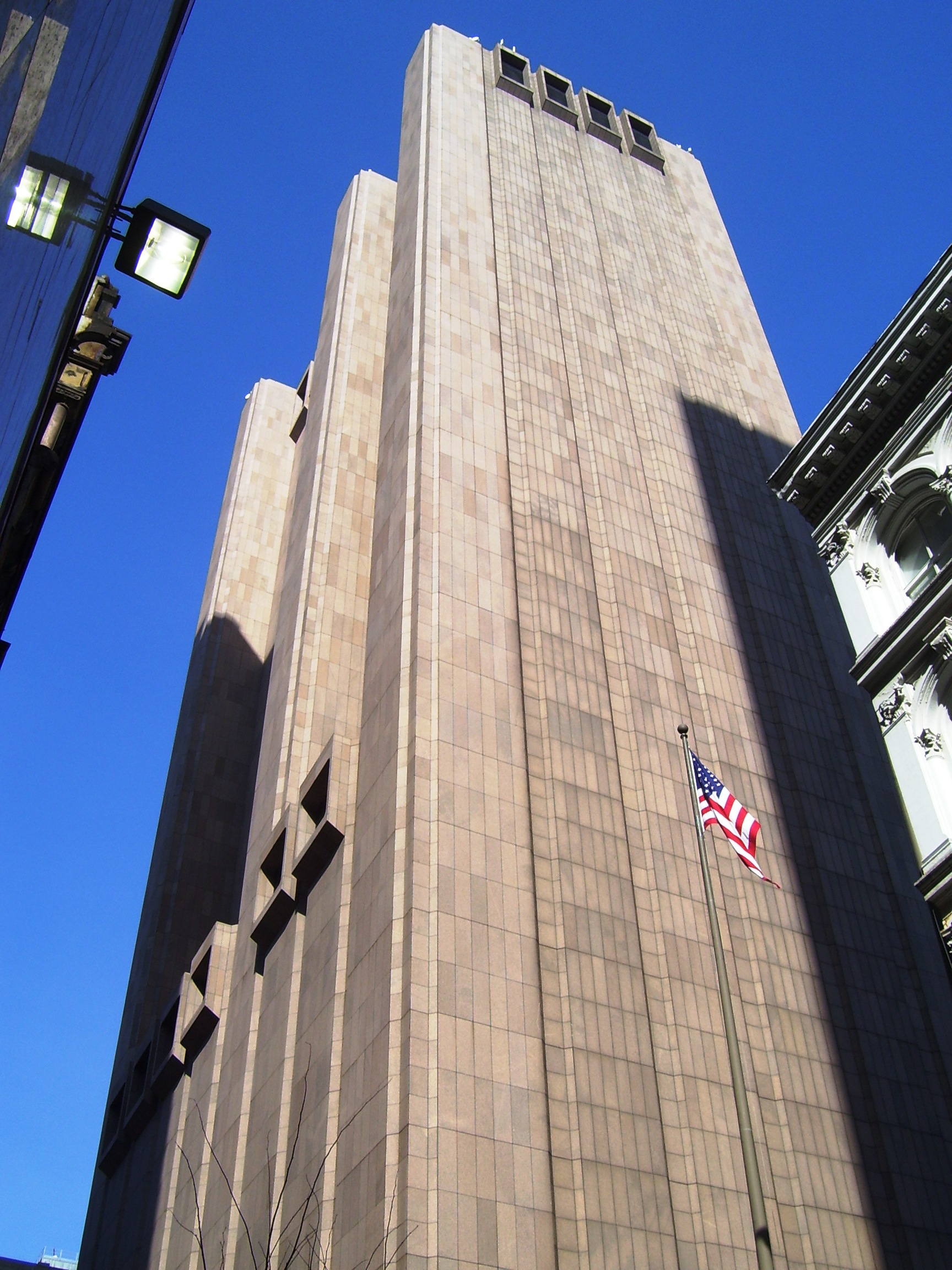
Vista da rua adjacente

O edifício Long Lines foi projetado pelo arquiteto John Carl Warnecke no estilo brutalista e concluído em 1974. Sua aparência foi geralmente elogiada, com o The New York Times dizendo que é raro ver um edifício desse tipo em Manhattan, dizendo que o prédio "faz sentido arquitetonicamente" e que ele "se mistura com o ambiente de forma muito mais graciosa" do que qualquer um dos arranha-céus ao seu redor.

### Fachada
As paredes externas não têm janelas (exceto o vidro da entrada) e são feitas de painéis de concreto pré-moldado revestidos com granito sueco texturizado tratado com fogo. Há seis grandes saliências na base retangular que abrigam dutos de ar, escadas e elevadores. Há uma série de grandes aberturas de ventilação salientes nos andares 10 e 29. William H. Whyte afirmou que ele apresenta a parede em branco mais alta do mundo.

### Características
Como o prédio foi construído para abrigar equipamento de central telefônica, a altura média do piso é de 18 pés (5,5 m), consideravelmente mais alto a de um arranha-céu comum. Os pisos também são excepcionalmente fortes, projetados para suportar entre 200 e 300 libras de força por pé quadrado (9,6 a 14,4 kPa) de carga estrutural. Ele é frequentemente descrito como um dos edifícios mais seguros dos Estados Unidos e foi projetado para ser autossuficiente, contando com seu próprio suprimento de gás e água, juntamente com capacidades de geração e proteção contra cinza nuclear por até duas semanas após a detonação de uma bomba atômica.

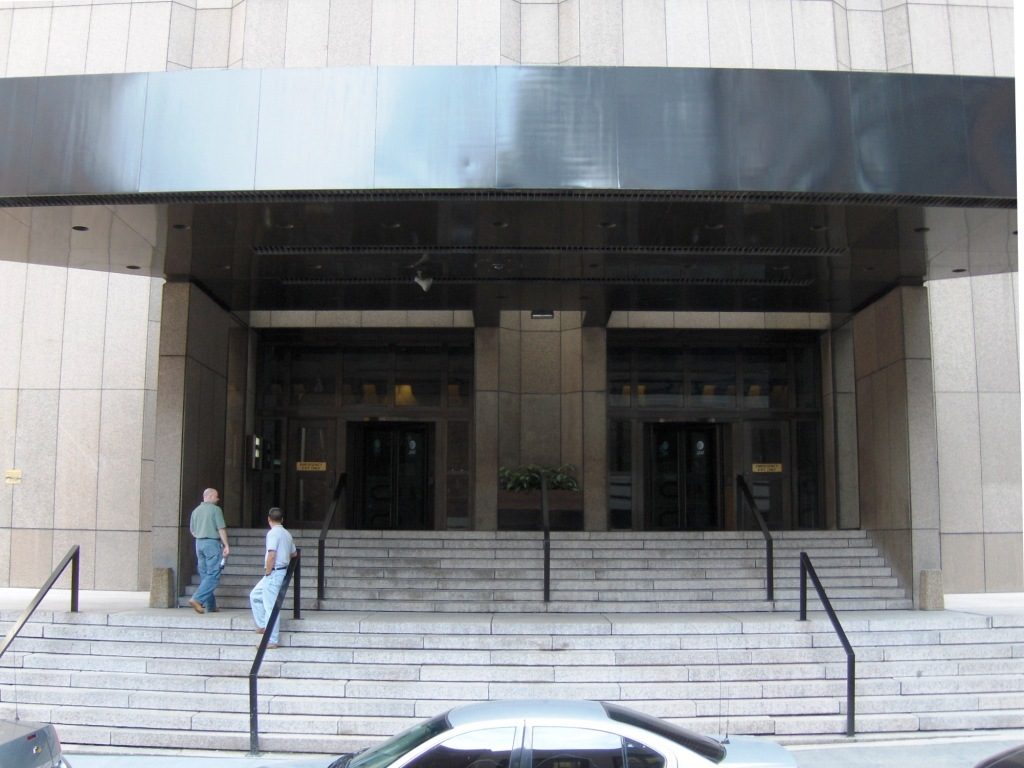
Vista do nível da rua da entrada do edifício mostrando o hall de entrada elevado

O edifício é uma central telefônica que contem três grandes interruptores 4ESS usados para telefonia de longa distância, dois de propriedade da AT&T Corp. e um anteriormente de propriedade da Verizon (desativado em 2009). Ele também contém uma série de outros interruptores usados para serviços de CLEC, não é usado para operações de troca incumbente e não é mais um escritório central. O código CLLI para a instalação é NYCMNYBW.
33 Thomas é provavelmente o local de um centro de vigilância em massa operado pela Agência de Segurança Nacional, com o codinome TITANPOINTE. Uma investigação do The Intercept e o documentário curta-metragem Project X, por Henrik Moltke e Laura Poitras, identificaram o TITANPOINTE com base nas divulgações de vigilância de Edward Snowden. A investigação relaciona o prédio a uma instalação do Federal Bureau of Investigation próxima, e o seu equipamento no telhado ao sistema de inteligência por satélite SKIDROWE da NSA.